# カール・ヤトー

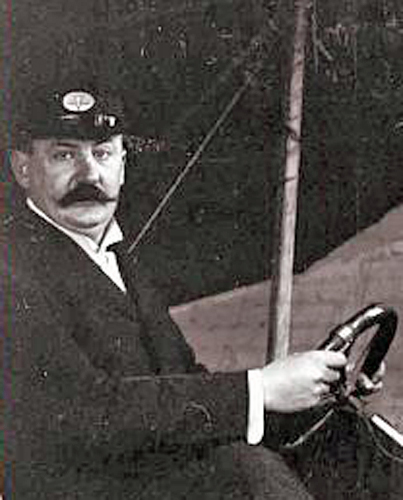
カール・ヤトー（1907年か1908年）

カール・ヤトー（Karl Jatho 、1873年2月3日 - 1933年12月8日）はドイツの航空パイオニアで、動力飛行を成功裡に行なった証拠を持つ最初のドイツ人。ハノーファー生まれ。同地で没。

## 経歴と業績

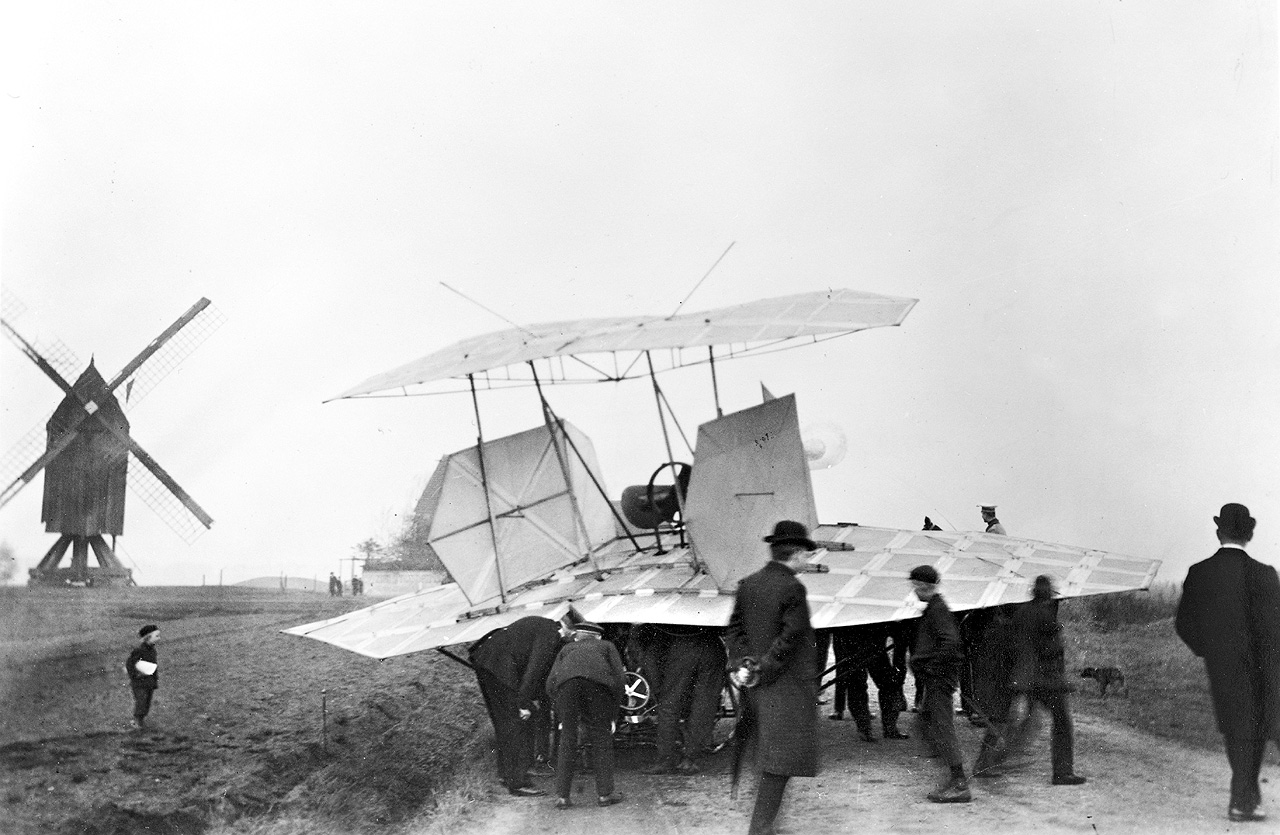
ヤトーの複葉機（1907年夏）

1896年、ハノーファー市当局の技術検査官として、ヤトーは町外れの車庫で彼にとって最初の滑空式飛行機械を作った。初飛行に飽き足らず、また同年に起きたオットー・リリエンタールの致死的な墜落を心配して、ヤトーは自分の飛行器具を継続的に改良することに取り組んだ。
1903年8月13日、すなわちライト兄弟による初の（操縦可能な）動力飛行の3ヶ月前、ヤトーはハノーファーのファーレンヴァルダー・ハイデ（de:Vahrenwalder Heide）で
動力飛行を行なった。搭乗者の意思による操縦が可能であったかどうかは疑わしいが、このことは「四人の目撃者によって公的に認められて」いる。ヤトーの飛行機は複葉機で、翼面積は36平方m、尾翼はないが操縦翼面としては方向舵と昇降舵を備えていた。10馬力の内燃機関で推進式プロペラを回す構造だった。地上1mの高度で、約20mの距離を飛んだ。ヤトーはこの成果を三ヵ月後の11月には距離80m、高度2.70m、12月には高度3m、距離260mにまで改善した。
ハノーファー飛行機製作社（Hannoverschen Flugzeugwerken ）を設立し、試作機を発展させた。例えば複葉グライダー・ヤトー2号（der Doppeldecker-Gleiter Jatho 2）を1907年に、そして「鉄の鳩」（Stahltaube ）を1911年に作り、同年にヤトーは後者で初めてハノーファー周回飛行をしている。しかしながら彼の会社と彼が設立した飛行学校は、軍が関心を持たなかったためにあまり成功せず、どちらも1914年には閉鎖した。
カール・ヤトー自身、自分が複葉機での初飛行に使ったエンジンを、継続的な動力飛行のためには弱すぎると見なしていた。到達高度はごく小さかったし、離陸には下り坂を利用していた可能性もある。それでもやはり現代的飛行の重要な要素は、カール・ヤトーの名と分かちがたく結びついている。例えば操縦者の座るコックピット、動力の装備、そして何より滑走路である。
ヤトー式「動力ハンググライダー2号」のレプリカが2006年の半ばに完成した。2006年9月3日に計画されていたハノーファー空港での公開飛行は悪天候のために延期された。